# Iisalmi
Iisalmi este o comună din Finlanda.